# 777
| [ Edytuj tabelę ]          |                                    |
| Król Asturii               | - 774 Silo 783                     |
| Cesarz Bizancjum           | - 775 Leon IV Chazar 780           |
| Chan Bułgarii              | - 768 Telerig 777 - 777 Kardam 803 |
| Cesarz Chin                | - 762 Tang Daizong 779             |
| Król Essexu                | - 758 Sigeric 798                  |
| Król Franków               | - 768 Karol Wielki 814             |
| Cesarz Japonii             | - 770 Kōnin 781                    |
| Kalif                      | - 775 Al-Mahdi 785                 |
| Patriarcha Konstantynopola | - 766 Nicetas I 780                |
| Król Mercji                | - 757 Offa 796                     |
| Król Nortumbrii            | - 774 Etelred I 779                |
| Papież                     | - 772 Hadrian I 795                |
| Doża Wenecji               | - 764 Maurizio Galbaio 787         |
| Król Wessexu               | - 757 Cynewulf 786                 |

Rok 777 / DCCLXXVII
stulecia: VII wiek ~
VIII wiek ~
IX wiek

lata: 767 «
772 «
773 «
774 «
775 «
776 «
777
» 778
» 779
» 780
» 781
» 782
» 787

## Wydarzenia
- Afryka
  - założono miasto Szinkit na Saharze
- Europa
  - zjazd w Paderborn – wodzowie większości plemion saskich złożyli przysięgę wierności Karolowi Wielkiemu

## Urodzili się
- Pepin, syn Karola Wielkiego

## Zmarli
- święta Walburga